# Marcel Höhlig
Marcel Höhlig (* 14. April 1979 in Rodewisch) ist ein ehemaliger deutscher Nordischer Kombinierer und Trainer.

## Werdegang
Der für den WSV Oberhof 05 startende gelernte Koch und Sportsoldat der Bundeswehr Marcel Höhlig begann 1987 mit dem Skisport. 1995 gewann er den Deutschlandpokal in der Altersklasse der Junioren, nachdem er im Vorjahr in der Altersklasse S15 bereits den Schülercup gewinnen konnte. Seit 1998 startet er in internationalen Wettbewerben. Sein Debüt im Weltcup feierte er 2001 bei einem Gundersenwettbewerb in Kuopio und kam sofort auf den elften Rang. Der Klingenthaler kam 2002 im Val di Fiemme bei einem Sprintrennen erstmals unter die besten Zehn. Seine beste Platzierung war 2002 bislang ein siebter Platz im Sprint von Liberec, den er 2006 bei einem Gundersenwettkampf in Harrachov wiederholte. Seine erste Saison 2001/02 war mit zwei 16. Plätzen in der Gesamtweltcup- und Sprint-Weltcup-Wertung auch seine beste der Karriere.
2002 startete er bei zwei Wettkämpfen der Olympischen Winterspiele 2002 von Salt Lake City in Soldier Hollow. Im Sprint wurde er nur 25., gewann jedoch mit der Staffel an der Seite von Ronny Ackermann, Georg Hettich und Björn Kircheisen die Silbermedaille.
Dafür erhielt er – zusammen mit der Staffel – am 6. Mai 2002 das Silberne Lorbeerblatt.
Nach den Spielen erreichte Höhlig nur selten Ergebnisse unter den besten zehn. Auch wechselte er vermehrt zwischen Weltcup und B-Weltcup. Weder für Weltmeisterschaften noch für die Olympischen Winterspiele 2006 in Turin erhielt er einen Startplatz.
Am 28. Dezember 2007 trat er vom Leistungssport zurück, da er nicht mehr zum A-Kader der deutschen Kombinierer zählte.
Nach seiner aktiven Karriere wurde Höhlig Trainer. Von Juni 2009 an trainierte er den nordischen Springernachwuchs im Fichtelgebirge (Nordbayern). Dort betreute er die Fichtelgebirgsadler. Das Sprung- und Kombinationsteam Fichtelgebirge besteht aus verschiedenen Vereinen der Region. Im November 2013 wurde Höhlig vom Deutschen Skiverband als Trainer des Jahres ausgezeichnet. Seit dem Herbst 2014 arbeitet er als Sprungtrainer der Skispringerinnen am Bundesstützpunkt Klingenthal.

## Erfolge

### Weltcup-Statistik
Die Tabelle zeigt die erreichten Platzierungen im Einzelnen.
- Platz 1.–3.: Anzahl der Podiumsplatzierungen
- Top 10: Anzahl der Platzierungen unter den ersten zehn
- Punkteränge: Anzahl der Platzierungen innerhalb der Punkteränge
- Starts: Anzahl gelaufener Rennen in der jeweiligen Disziplin

| Platzierung         | Einzel a | Sprint | Massenstart | Team   | Team    | Gesamt |
| Platzierung         | Einzel a | Sprint | Massenstart | Sprint | Staffel | Gesamt |
| ------------------- | -------- | ------ | ----------- | ------ | ------- | ------ |
| 1. Platz            |          |        |             |        |         |        |
| 2. Platz            |          |        |             |        | 2       | 2      |
| 3. Platz            |          |        |             |        | 1       | 1      |
| Top 10              | 3        | 3      |             |        | 3       | 9      |
| Punkteränge         | 23       | 30     | 8           |        | 3       | 64     |
| Starts              | 30       | 39     | 10          |        | 3       | 82     |
| Stand: Karriereende |          |        |             |        |         |        |